# ウェールズ・メソジスト・リバイバル
ウェールズ・メソジスト・リバイバル（The Welsh Methodist revival） は、連合王国のウェールズの歴史の中でもっとも重要なキリスト教のリバイバル（信仰復興運動／信仰覚醒運動）の一つである。この運動は社会にも大きな影響を与えた。

## 始まり
リバイバルの直接の起こりは、1735年のハウエル・ハリスの信仰的な回心である。彼は聖餐のとき、キリストの血による恵みを受けたという確信が与えられた。そして、これを証しし、自分の家で集会を持ち始めた。
またグリフィス・ジョーンズはウェールズで巡回学校を開き、何千という人に聖書を教え、メソジストの働きを受け入れることになる民の道備えをした。後のメソジストの指導者たちと同じように彼も野外説教をした。ハリスは霊的な導きを求め、彼の所を訪ねた。また、ダニエル・ローランドの回心はジョーンズの説教を通してであった。
他の主要なリバイバルの指導者はウィリアム・ウィリアムズである。彼はハウエル・ハリスのメッセージを聞いて、1737年に回心した。

## ジャンパー
1762年のリバイバルの後、喜びのあまり飛び跳ねたので、彼らはジャンプする人たちと呼ばれた。いくつかの文書はリバイバルについて教え、またジャンプを含めた現象について擁護した。彼らはこの名称によってクエーカーと並べられた。

## 働き
1737年の教会の聖会の前に、ダニエル・ローランドとハウエル・ハリスは18ヶ月間働きをした。以来、ハウエル・ハリスが天に召される1773年まで友情は続いた。この聖会もウェールズ・メソジスト運動の始まりということができる。メソジストの指導者たちは、これを組織化して定期的に集まり、働きについて話し合った。
ハウエル・ハリスとウィリアム・ウィリアムズは大きな伝道旅行に旅立った。南ウェールズに始まり北ウェールズでも説教した。説教で回心者が起こされ、ウェールズ語でseiadauと呼ばれるグループを作った。さらに多くの回心者と伝道者が起こされ、1750年までにウェールズに400以上のフェローシップ・グループが形成された。これらのグループはリーダーによって指導され、イングランド国教会内の重要で力強いネットワークとなった。
ダニエル・ローランドはこの働きの中心地スランゲイソーでの働きに専念した。聖餐に与るために数千人がここを訪れた。

## カルヴァン派メソジスト
ウェールズ・メソジスト・リバイバルはイングランド・メソジスト・リバイバルとは違い、アルミニウス主義ではなく、カルヴァン主義に立っていた。初期に指導者はジョン・ウェスレーと働きをしていたが、次第にカルヴァン派のジョージ・ホウィットフィールドとその支援者ハンティンドン伯爵夫人との結びつきが強くなっていった。

## ウェールズ・メソジストとイングランド国教会
メソジスト・リバイバルはウェールズのイングランド国教会内で始まり、その内部のグループであった。しかし、働きの拡大によって彼らは交わり、組織、教会堂（チャペル）を持つことになった。そして1811年にイングランド国教会を離脱し、1823年に正式にカルヴァン派メソジストウェールズ長老教会が確立された。